# 枣窝站
枣窝站，位于宁夏石嘴山市大武口区枣窝，邮政编码753300，1959年竣工，是平汝铁路的一个车站。距石嘴山站19公里，离汝箕沟站63公里。该站隶属兰州铁路局。办理旅客乘降和货运业务（办理整车，不办理危险货物发到），为五等车站，本站及相邻上下行区间均为电气化区段。